# Caro Vapor/Vida e Veneno de Don L
Caro Vapor/Vida e Veneno de Don L é a primeira mixtape do rapper brasileiro Don L, lançada no dia 10 de outubro de 2013 de forma independente.

## Lançamento
A mixtape conta com 17 faixas, participações de rappers como Flora Matos e Nego Gallo e produção de Papatinho em "No Melhor Estilo", marca a estreia da carreira solo de Don L, depois de quase uma década de carreira. A foto da capa da mixtape foi feita pela estadunidense Autumn Sonnichsen (fotografia) e Filipi Fillippo (design).

## Faixas
| Edição Padrão |                                         |                                  |               |         |  |
| N.º           | Título                                  | Compositor(es)                   | Produtor(es)  | Duração |  |
| 1.            | "Morra Bem, Viva Rápido"                | Don L e Billy Gringo             | Don L         | 4:19    |  |
| 2.            | "Chips (Controla ou Te Controlam)"      | Don L e Billy Gringo             | Billy Gringo  | 3:11    |  |
| 3.            | "Rolê dos Loucos"                       | Don L e Léo Grijó                | Stereodubs    | 3:56    |  |
| 4.            | "Doce Dose (com Felipe Cazaux)"         | Don L                            | Don L         | 4:24    |  |
| 5.            | "No Melhor Estilo (com Terra Preta)"    | Don L e Papatinho                | Papatinho     | 3:27    |  |
| 6.            | "Depois das Três (com Izabel Shamylla)" | Don L e Billy Gringo             | Billy Gringo  | 3:04    |  |
| 7.            | "Plástico"                              | Don L e Billy Gringo             | Billy Gringo  | 3:40    |  |
| 8.            | "Me Faz Acreditar"                      | Don L                            | Don L         | 2:09    |  |
| 9.            | "Slow Jam"                              | Don L e A-Basa                   | Don L e Brasa | 3:52    |  |
| 10.           | "Beira de Piscina (Remix) (com Rael)"   | Don L, Rael e Casp Beats         | Casp Beats    | 3:49    |  |
| 11.           | "Nem Posso Dizer"                       | Don L e Luiz Café                | Luiz Café     | 3:26    |  |
| 12.           | "Caro Vapor"                            | Don L                            | Don L         | 2:35    |  |
| 13.           | "Denso"                                 | Don L e Billy Gringo             | Billy Gringo  | 3:56    |  |
| 14.           | "Cafetina Seu Mundo"                    | Don L                            | Don L         | 3:59    |  |
| 15.           | "Sangue é Champanhe (com Flora Matos)"  | Don L                            | Don L         | 4:46    |  |
| 16.           | "Gasolina e Fósforo (com Nego Gallo)"   | Don L, Nego Gallo e Billy Gringo | Billy Gringo  | 3:55    |  |
| 17.           | "Enquanto Acaba (com Flora Matos)"      | Don L                            | Don L         | 4:19    |  |